# Bathanalia
Bathanalia là một chi ốc nước ngọt nhiệt đới, động vật thân mềm chân bụng trong họ Thiaridae.

## Các loài
Chi Bathanalia gồm các loài:
- Bathanalia howesi
- Bathanalia straeleni